# Itinéraire d’Italie
Itinéraire d’Italie ou La Description des voyages par les routes plus fréquentées aux principales villes d’Italie (en italien : Itinerario italiano che contiene la descrizione dei viaggi per le strade le più frequentate alle principali città d'Italia) est le titre d'un guide de voyage sur l'Italie et qui connaît de nombreuses éditions dans la première moitié du XIXe siècle.

## Histoire
Les premières éditions de l'Itinerario italiano paraissent dans les années 1800-1805 publiées par Giuseppe Tofani et Nicolò Pagni à Florence. L'œuvre est attribuée à Lorenzo Baroni. Dès 1806, l'Itinéraire est publié principalement en langue française, à Milan, par  les libraires Pietro et Giuseppe Vallardi.

## Contenu
L'ouvrage contient le détails d'un peu plus d'une cinquantaine de voyages entre des villes principalement italiennes. Les itinéraires abondent de descriptions sur la nature des gens et des paysages, de l'état des routes, des ponts et des cols, des édifices publics et religieux ainsi que des manufactures. Chaque itinéraire - qui est souvent complété de cartes géographiques illustrées dépliantes - est précédé de tableaux dans lesquels sont détaillés le prix des chevaux de poste, les distance en milles et le temps de voyage entre chaque poste, la parité des monnaies et l'altitude des points culminants. Les bonnes auberges sont également recensées.
L'édition de 1844, dans son introduction, rappelle quelques notions utiles à un étranger voyageant en Italie, à cette époque, comme l'obligation d'être en possession d'un passeport qui est visé par les autorités de chaque État. La détention de nombreux livres est déconseillée car elle complique les formalités douanières, en revanche la possession de lettres de recommandation, pour un meilleur accueil, doit être privilégiée ainsi que celle de lettres de créance  afin d'éviter le port d'argent comptant.
Cette même édition indique aussi les entreprises de transport maritime et la rotation des bateaux à vapeur sur la Méditerranée et sur les lacs alpins italiens. 
C'est également le guide préféré de Stendhal (surtout la quinzième édition).

## Illustration

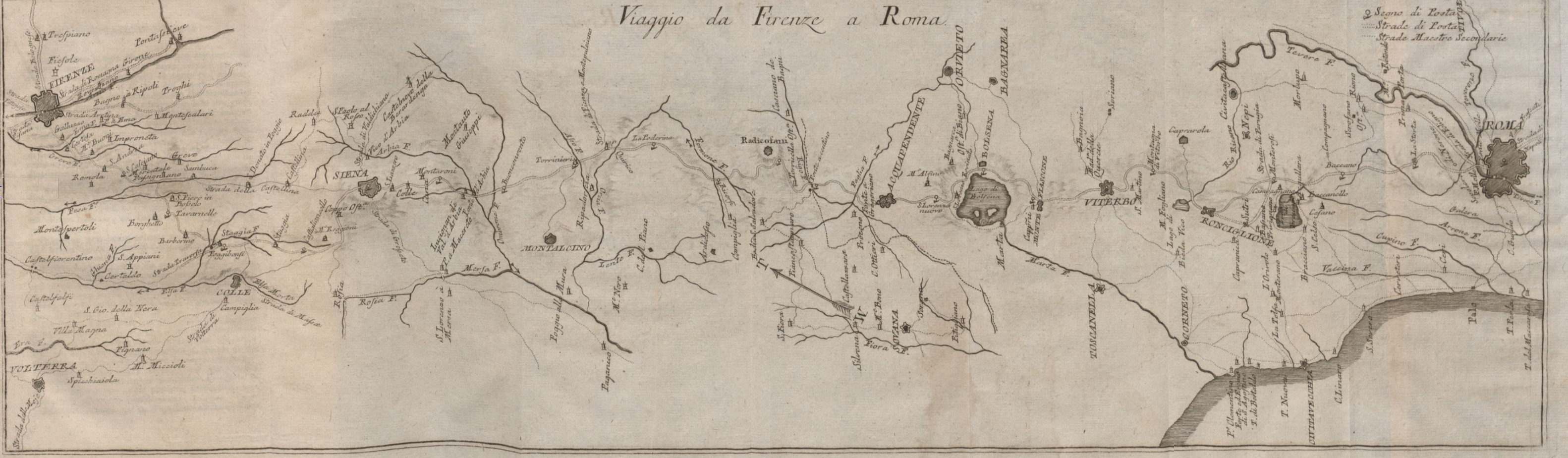
Carte de Florence à Rome avec la route matérialisée en traits pointillés et la figure (un cercle) des relais de poste : Itinerario italiano, édition de 1801.